# Gesellschaftsrecht der Vereinigten Staaten
Das Gesellschaftsrecht der Vereinigten Staaten behandelt die in den Vereinigten Staaten von Amerika für Gesellschaften vorgesehenen Rechtsformen. Das föderalistische System der Vereinigten Staaten erlaubt es jedem Bundesstaat, durch seine Legislative ein eigenes Gesellschaftsrecht zu entwickeln. Dadurch unterscheiden sich die möglichen Gesellschaftsformen von Staat zu Staat erheblich. Eine Vereinheitlichung ist nur unter den kleineren Bundesstaaten zu finden, deren Gesetze dem Model Business Corporation Act entsprechen.

## Corporation
Insbesondere die als Corporation bezeichneten Kapitalgesellschaften haben Bedeutung für die Wirtschaft. Zum einen sind die meisten großen amerikanischen Unternehmen als Kapitalgesellschaft organisiert, zum anderen sind einige der amerikanischen Gesellschaftsformen als Mantel für eigene Geschäfte beliebt, weil sie ohne die strengen Kapitalaufbringungsvorschriften des deutschen, österreichischen oder Schweizer Gesellschaftsrechts die Haftung des Handelnden auf das Gesellschaftsvermögen beschränken können.
Die Rechtsfähigkeit der Kapitalgesellschaft nach US-amerikanischem Recht wird von der deutschen Rechtsordnung kraft des deutsch-amerikanischen Freundschaftsvertrages vom 29. Oktober 1954 anerkannt.
Die Corporation zeichnet sich im Besonderen dadurch aus, dass die Haftung auf das Gesellschaftsvermögen beschränkt wird (limited liability) und das Unternehmen über den Tod der Gründer und Anteilseigner hinaus bestehen bleibt (perpetual lifetime).
Der Prozess der Bildung einer Corporation wird als incorporation bezeichnet, bei der das Unternehmen nach dem geltenden Gesellschaftsrecht eines dortigen Bundesstaates im Handelsregister eingetragen wird. Es ist nicht zwingend notwendig, dass ein Unternehmen seinen Sitz in dem Bundesstaat hat, in dem es eingetragen wurde (Gründungstheorie).
Corporations sollten einen Namenszusatz wie Corporation (Corp.) oder Incorporated (Inc.) führen.

### Etymologie
Corporation ist ein aus dem Englischen stammender Begriff, der oft als Zusatz in dem Firmennamen genutzt wird. Dieser wird auch als Abkürzung in Form von Corp. oder Inc. (Incorporated) angewandt. Microsoft Deutschland GmbH beispielsweise ist ein Tochterunternehmen der Microsoft Corporation. 
Das Wort stammt ebenso wie der deutsche Begriff Körperschaft vom lateinischen Wort corpus ‚Körper‘ ab. Eine Corporation ist demnach eine Körperschaft, das heißt eine Gemeinschaft von Personen (Gesellschaft) bzw. eine diese Personen vertretende Institution mit eigener Rechtspersönlichkeit (juristische Person).

### Aktien
Corporations können gewinnorientierte oder nicht gewinnorientierte Aktiengesellschaften sein. Bei der gewinnorientierten Corporation unterscheidet man zwischen authorized shares und issued shares. Alle Aktien, deren Anzahl in den Articles of Incorporation angegeben wurde, nennen sich authorized shares. Die sogenannten issued shares sind diejenigen Aktien, die tatsächlich von Aktionären übernommen wurden. Die Aktien müssen keinen Nennbetrag besitzen.
Die nicht gewinnorientierten Corporations, die sogenannten Non-Profit-Corporations, geben dabei keine Aktien heraus. Als Non-Profit-Corporation treten zum Beispiel Stiftungen, Kirchen und sonstige gemeinnützige Organisationen auf.

### Typen und Formen
- Public oder publicly traded ist eine Corporation, deren Aktien an einer Börse notiert sind und dort gehandelt werden. Dazu gehören die größten Corporations in den USA.
- Die Mehrzahl der Corporations sind private oder privately held bzw. close corporations oder closely held und werden somit nicht öffentlich gehandelt.
- Eine weitere Form sind mutual benefit corporations, deren Ziel es ist, im Sinne der Anteilseigner zu agieren. Beispiele dafür sind Golf- oder Tennisclubs, die als Corporation im Sinne der Mitglieder Sportanlagen kaufen und betreiben.
- Eine Small Business Corporation, kurz S Corporation, ist ein Unternehmen mit höchstens 100 Anteilseignern, die sich dessen Gewinn und Verlust unmittelbar zurechnen lassen.[5]
- Die Benefit Corporation, kurz B Corporation, ist eine seit 2010 in vielen Bundesstaaten der Vereinigten Staaten eingeführte Rechtsform, die Unternehmen des Social-Entrepreneurship-Sektors einen rechtlichen Rahmen zur Verfügung stellt. Typische Rechtsform ist beispielsweise die Public Benefit Corporation.

## Limited Liability Company (LLC)
Die Limited Liability Company ist eine ziemlich neue Gesellschaftsform neben der Corporation, der S Corporation und der Partnership. Wörtlich ist sie eine ‚Gesellschaft mit beschränkter Haftung‘, anders als die deutsche GmbH aber nicht unbedingt eine Kapitalgesellschaft.

## Limited Liability Partnership (LLP)
Die Limited Liability Partnership ist eine Rechtsform der Personengesellschaften nach englischem/amerikanischem Recht. Am ehesten ist diese Gesellschaftsform mit einer Kommanditgesellschaft ohne Komplementär (besser: Einheits-GmbH & Co. KG) zu vergleichen. Der Unterschied zur Limited Liability Company (LLC) besteht darin, dass die Gesellschafter die Geschäftsführung direkt ausüben können. Gleichermaßen wie bei einer Kapitalgesellschaft müssen sie jedoch nicht auf den umfassenden Haftungsschutz verzichten. Außerdem kann diese Rechtsform auch steuerlich wie eine Personengesellschaft ausgestaltet werden.
Häufig begegnet man dieser Gesellschaftsform im freiberuflichen Sektor wie beispielsweise bei Anwaltskanzleien, Wirtschaftsprüfern, Steuerberatern und Architekten (Sozietät, Partnerschaftsgesellschaft), insbesondere auch, weil in einigen US-Bundesstaaten, etwa New York und Kalifornien, diese Gesellschaftsform nur bestimmten freien Berufen offensteht.

## Einzelne Staaten

### Delaware
Der Bundesstaat Delaware hat ein von den übrigen US-Bundesstaaten abweichendes, sehr liberales Gesellschaftsrecht (Delaware General Corporation Law). Daraus ergeben sich verschiedene Vorteile für den Gründer und Aktionär einer Corporation nach dem Recht des Staates Delaware:
Die Gründung einer US-Corporation nach dem Recht von Delaware ist von jedem Ort der Erde aus schriftlich möglich. Es kann eine Einpersonengesellschaft sein oder mit mehreren Aktionären gegründet werden. Es ist kein Mindestkapital nötig. Im Normalfall werden 1.500 Aktien ohne Nennwert gezeichnet, dann beläuft sich das Aktienkapital auf null US-Dollar.
Der Gründer respektive Aktionär kann zugleich Präsident (President), Schatzmeister (Treasurer) bzw. Sekretär (Secretary) in einer Person sein. Die Zweckbestimmung kann sehr breit, aber auch kurz formuliert werden. Sie muss lediglich dem Gesellschaftsrecht von Delaware entsprechen.
Die Bedeutung des liberalen Gesellschaftsrechtes des US-Bundesstaates Delaware ergibt sich daraus, dass über 850.000 Unternehmen in diesem Staat registriert sind, darunter auch sehr namhafte und große Weltfirmen, wie zum Beispiel The Coca-Cola Company, General Motors, Google, The Walt Disney Company, McDonald’s oder Goldman Sachs. Mehr als die Hälfte aller börsennotierten Unternehmen der USA sowie 63 % der Fortune Global 500 haben ihren Rechtssitz in Delaware. Abgeleitet davon wird eine Ansiedlungsstrategie durch günstige Rechtsformen in Deutschland auch Delaware-Effekt genannt.

### Florida
Florida ist als Gründungsstaat sehr liberal. Man kann als Einmann-Gesellschaft mehrere Positionen innehaben, wie President, Treasurer oder Secretary. Jede natürliche Person über 18 Jahren kann eine Gesellschaft in Florida gründen und jede Position in ihr annehmen.
Für die Gründung bedarf es keiner notariellen Beurkundung, wie in Deutschland üblich. Es ist zudem kein Mindestkapital nötig, die Gesellschaft kann ohne Stammkapital gegründet werden. Die Gesellschafter/Aktionäre werden nicht ins Handelsregister eingetragen und können somit anonym bleiben. Bei der LLC-Gründung in Florida entfallen zudem die Florida State Income Tax, sollte man die LLC als Personengesellschaft klassifizieren lassen. Auch wenn dies nicht geschehen sollte, würde man einen Niedrigsteuersatz von lediglich 5,5 % an den Staat Florida abführen. Hinzu kommen die Federal Income Tax für jeden Bundesstaat, die zwischen 15 % und 35 % je nach Gewinn variiert.